# Fonds Mémoires des musiques lyonnaises
Le fonds Mémoires des musiques lyonnaises est un fonds d'archives documentaires de la Bibliothèque municipale de Lyon fondé en 2009.

## Fondation
Le Fonds Mémoires des musiques lyonnaises est fondé en 2009. Il est ouvert et se constitue tout d'abord des donations de différentes institutions de la scène des musiques actuelles, dont les legs principaux sont ceux de l'association Dandelyon et de la structure du conseil régional de la région Rhône-Alpes Nacre (Nouvelle agence culturelle régionale).

### Don de Dandelyon
L'association Dandelyon est une association culturelle lyonnaise qui a organisé, de 2005 à 2009 un tremplin musical pour soutenir la musique pop et la chanson locale, permettant une présentation de dizaines de groupes lyonnais. Elle a ainsi constitué des dossiers comprenant des disques et des enregistrements non publiés sur ces différents groupes. En 2009, lors de la dissolution de l'association, les archives ont été données aux archives de la bibliothèque municipale de Lyon. Ces archives totalisent 302 dossiers de la scène émergente musicale lyonnaise du début du xxie siècle.

### Don de la Nacre
La Nacre ou Nouvelle agence culturelle régionale est une structure d'accompagnement du spectacle vivant émanant du conseil régional et en partenariat avec l'État. En 2009, elle donne les disques de son centre de ressources à la bibliothèque municipale de Lyon, constituant un fonds de 460 disques.

## Acquisitions des documents
La bibliothèque municipale de Lyon développe le fonds Mémoires des musiques lyonnaises par des acquisitions courantes. Les relations avec les disquaires lyonnais et un maillage de la scène musicale lyonnaise ont pu apporter entre 2012 et 2019 près de 4 500 documents, dont la numérisation est en cours. À ce jour, avec une acquisition d'environ 500 nouveaux documents par an, le fonds se compose de près de 10 000 documents, dont 5 800 sont disponibles sur Numelyo.

## Soutiens et partenariats
À côté de la mission de conservation du fonds Mémoires des musiques lyonnaises, la bibliothèque municipale de Lyon organise aussi des showcases permettant une présentation au public lyonnais d'artistes locaux.

## Événements marquants
En 2019, la bibliothèque municipale de Lyon et son fonds Mémoire des musiques lyonnaises a organisé une exposition : Lyon capitale du rock 1978-1983. Cette expression qui a donné son titre à l'exposition était utilisée en 1978 par la presse nationale, dont Libération pour parler de la scène, punk, new wave et post punk lyonnaise autour des groupes Starshooter, Marie et les Garçons, Ganafoul ou Factory de la salle de concert Rock'n'Roll Mops et des premiers concerts organisés à Fourvière, mais aussi des groupes plus ou moins connus et des lieux de concerts ou même encore des distributeurs et disquaires,.